# 斷魂椒
斷魂椒（英語：Bhut Jolokia；ghost pepper），又稱魔鬼椒，其名稱中的“鬼”来自梵语（音译为富单那）；斷魂椒是盛産於印度東北部阿薩姆邦的一種辣椒，在2007年的《吉尼斯世界紀錄大全》中被確認為世界最辣的辣椒，實驗最高辣度為1,041,427 SHU（史高維爾指標）。然而其紀錄現在已經由另一種新培育的辣椒品種特立尼達蠍子壯漢T於2011年3月以146萬度超越。目前紀錄保持品種為X辣椒的269萬度。
印度鬼椒是阿薩姆邦和印度東北其他地區辣椒的雜交品種，基因分析顯示印度鬼椒的基因大都來自黃燈籠椒，亦有部分基因來自辣椒。根據現有的證據，這種辣椒在印度已有數百年歷史。印度鬼椒以前被用來做成田間和村落的藩籬，以防止象群闖入居民區。如今，這種辣椒已經成爲阿薩姆地區食品業主要原料來源之一，只需少量就可以达到大量普通辣椒的效果。
依據史高維爾指標，世界第四辣的墨西哥魔鬼椒的辣度是577,000 SHU，印度鬼椒的辣度幾乎是魔鬼椒的兩倍。而普通辣椒辣度一般只有10000 SHU左右，中華地區的餐廳常運用到最辣的雞心椒、朝天椒辣度大約是270,000 SHU。如此之高的辣度事实上已经很可能对食用者的身体健康造成严重危害，甚至可以导致死亡。因此印度鬼椒在现实生活中更多是用於軍事领域，它是催泪弹的重要原料之一。即使是食用，通常也只是被少量掺入普通辣椒中，用于大幅增加菜品辣度。

## 註释
1. ↑  世界第一辣 鬼椒進軍全球 （页面存档备份，存于）：“用於調味時，由於鬼椒的超高辣度，食品製造商只需少量鬼椒，就可達到大量普通辣椒的效果。”
2. ↑  Chris Perez, , 2015-08-04  [2018-12-09], （原始内容存档于2018-12-09）